# Calliteara nandarivatus
Calliteara nandarivatus är en fjärilsart som beskrevs av Robinson 1968. Calliteara nandarivatus ingår i släktet harfotsspinnare, och familjen tofsspinnare. Inga underarter finns listade i Catalogue of Life.